# Cittadella di Cyriaksburg
La Cittadella di Cyriaksburg (Zitadelle Cyriaksburg) è stata una fortezza originariamente svedese e successivamente passata all'Elettore di Magonza e quindi alla Prussia dal XVII al XIX secolo. Si trova sul Cyriaksberg, alto 265 metri, nel mezzo dell’Egapark di Erfurt, nel sud-ovest della capitale della Turingia, Erfurt. È molto più piccola della Cittadella di Petersberg anch'essa nella città di Erfurt.
Risale al XIII secolo il Cyriakskloster (convento). 350 anni dopo sull'area fu costruita la fortezza della città, tra il 1480 e il 1604. Era destinata a rafforzare la difesa verso ovest. Durante la guerra dei trent'anni, Gustavo II Adolfo di Svezia la trasformò in una cittadella. Dopo la violenta conquista di Erfurt, nel 1664, da parte delle truppe dell'Elettore di Magonza e l'istituzione della Cittadella di Petersberg, perse gran parte della sua importanza. Con il Congresso di Vienna nel 1815, la Cittadella di Cyriaksburg e Erfurt entrarono a far parte del Regno di Prussia e servirono da fortificazione fino alla fondazione del Reich nel 1871. Dal 1919, venne trasformata, insieme al Cyriaksberg, in un giardino urbano. Dal 1961, vi si è tenuta la Mostra permanente orticola internazionale dei paesi socialisti, che ha dato origine all'odierno Egapark  dopo il 1990. Dal 1995 sono stati eseguiti importanti lavori di ristrutturazione. Oggi il museo dell'orticoltura tedesco si trova in questi edifici.

## Storia

### Dal Cyriakskloster al Cyriaksburg (fino al 1604)
Intorno al 5000 a.C. il Cyriaksberg era probabilmente già abitato da popolazioni dell'età della pietra. Le fertili pianure del fiume Gera e la posizione dominante della collina offrivano buone condizioni di vita. Nel 1123 venne costruito il Cyriakskloster, un convento benedettino sulla montagna, intitolato a san Ciriaco. Il monastero era stato originariamente fondato intorno al 743 con il nome di San Paul accanto alla Severikirche sul Domberg. Per ragioni di spazio, l'elettore di Magonza e l'arcivescovo Adalberto I di Saarbrücken si trasferirono sul Cyriaksberg. Nei secoli seguenti, il potere economico e politico della città di Erfurt crebbe, causando lo sviluppo di alcuni conflitti. La città e soprattutto il Cyriaksberg, strategicamente importante, vennero assediati. Ad esempio, alla fine del XIV secolo, quando venne posta la questione del successore dell'arcivescovo di Magonza Johann von Luxemburg. Papa Gregorio XI e l'imperatore Carlo IV si accordarono sul fratello minore del langravio della Turingia, Federico III di Meißen. Al contrario, il capitolo della cattedrale di Magonza scelse il conte Adolf von Nassau, scelto anche dalla città di Erfurt. Per punizione, l'imperatore mise fuori legge la città e la assediò con le truppe del langravio di Turingia. Il Cyriaksberg fu preso per tenere la città sotto attacco e usare gli edifici del monastero come alloggio per le truppe. Dopo diversi mesi, l'imperatore stipulò finalmente la pace con la città nel 1382. A seguito di questo evento, le fortificazioni della città occidentale furono rafforzate dalla costruzione della torre della porta d'ingresso (demolita nel 1889) e della torre di Brühler (demolita nel 1633). 
Nei secoli seguenti, tuttavia, il tumulto politico continuò e la città ottenne l'indipendenza. D'altra parte, il papa e l'imperatore persero molto potere, quindi le città dovette difendersi autonomamente. Il consiglio di Erfurt decise quindi di costruire un castello sul Cyriaksberg. Il Cyriaksburg avrebbe dovuto dominare il Geratal e la strada per Gotha e Nordhausen. Per realizzare questo progetto il  Cyriakskloster dovette essere trasferito una seconda volta, a seguito del permesso ottenuto dal papa nel 1478. Quando due anni dopo, si ottenne anche il permesso dell'imperatore Federico III nulla sembrava ostacolare il progetto. Tuttavia, l'arcivescovo di Magonza, l'elettore Diether von Isenburg e l'elettore Ernesto di Sassonia si sentirono ignorati, e così trasferirono le rotte commerciali al di fuori della Turingia. Poco dopo morì un importante protettore della città, Guglielmo III duca di Sassonia, ed Erfurt abbandonò ogni resistenza. Nella pace di Amorbach (1483) e Weimar (1483), Erfurt si impegnò a riconoscere gli Elettori di Magonza come sovrani e a trasferire denaro e territori ai principi di Sassonia. La costruzione del Cyriaksburg venne successivamente approvata da entrambe le parti. Fino al 1488 furono costruite solo le fondamenta, il fossato a secco e parte del muro ad anello occidentale. Fu solo nel 1514 che i lavori ripresero per intero e tra il 1528 e il 1530 vennero erette le due torri occidentali con feritoie e la fontana della fortezza. Inizialmente i piani prevedevano un totale di quattro torri, di cui le due orientali probabilmente non furono mai costruite per ragioni mancanza di risorse finanziarie. Nel 1535 l'intera cinta muraria con feritoie fu completata fino al lato orientale. Aveva un tetto per proteggerla dalle intemperie che poggiava su diverse volte a nord e sud, risparmiando materiali da costruzione. Dal 1530 il castello fu integrato nel sistema di difesa della città. Durante la Guerra di Smalcalda, tra il 1546 e il 1547, le truppe del duca Maurizio di Sassonia occuparono il Cyriaksburg dopo che la città aveva precedentemente rifiutato di consentire loro l'ingresso. La fortezza fu chiusa nel 1604 con la costruzione di un edificio nella gola a est, che fungeva da casa del comandante. All'incirca nello stesso periodo, l'ordine militare del castello fu cambiato, visto che da allora in poi prevedeva un'occupazione permanente.

### Espansione della cittadella (1604-1802)

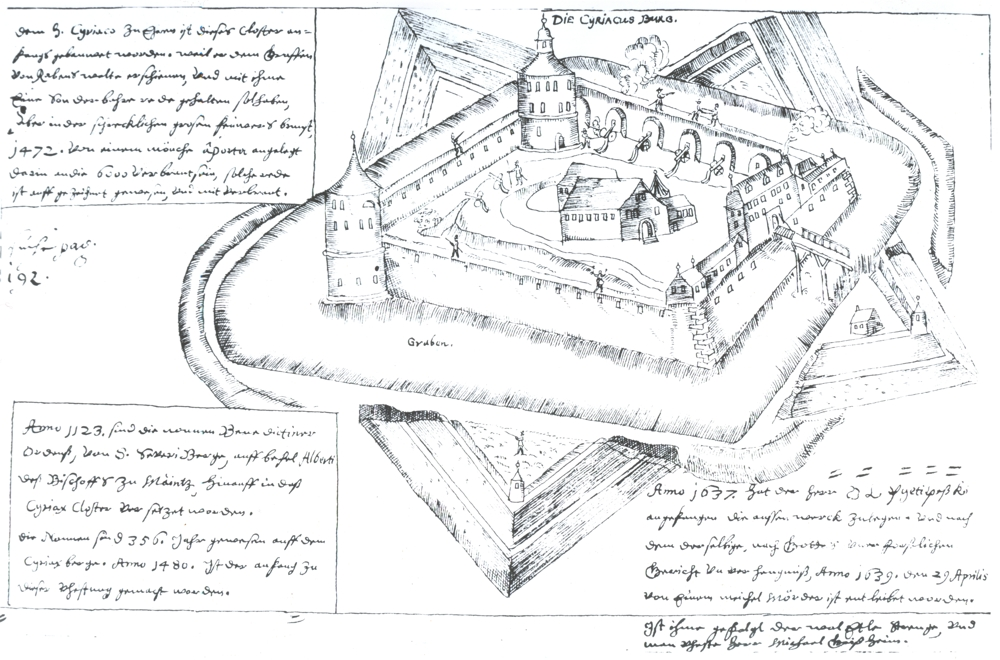
Completata espansione di Cyriaksburg nella cittadella

Durante la Guerra dei trent'anni (1618-1648) Erfurt fu occupata nel 1631 dalle truppe dell'Unione, comandate da Gustavo Adolfo II di Svezia, dopo che la città aveva precedentemente evitato diversi tentativi di assedio con pagamenti in denaro. Durante una visita personale a Erfurt, il 24 settembre, Gustavo II si rese conto immediatamente della posizione strategicamente importante della città con le sue difese. Quindi Cyriaksburg si trasformò in una cittadella per opera del costruttore della fortezza, Casper Vogell e dell'ingegnere Otto von Guericke. Ciò comportò l'irrobustimento dell'anello di terra e venne creato un contrafforte in terra con palizzate davanti al fossato. Gli edifici del castello furono utilizzati come quartieri e come base per le campagne delle truppe svedesi. Inoltre, negli ultimi anni della loro occupazione, gli svedesi fecero erigere un rivellino su ciascun lato della fortezza.
La guerra dei trent'anni si concluse con la pace di Westfalia (1648), e Erfurt avrebbe dovuto essere reintegrata nell'Elettorato di Magonza sulla base di vecchie rivendicazioni, ma ciò avrebbe significato la perdita dell'indipendenza. Erfurt rifiutò e fu infine costretta a rinunciare nel 1664 dalle truppe dell'Elettore di Magonza e da quelle francesi che occuparono anche la Cittadella di Cyriaksburg. Sotto l'elettore di Magonza e l'arcivescovo Johann Philipp von Schönborn, le fortificazioni sul Cyriaksberg dovevano essere modernizzate, ma inizialmente l'attenzione era rivolta alla costruzione della Cittadella di Petersberg sul vicino monte omonimo. La cittadella di Cyriaksburg perse la sua importanza e il lavoro di espansione si limitò alla costruzione di una cavaliera, una caserma a due piani (1703) e una trincea coperta a Petersberg. L'esecuzione di un'opera a corno, inizialmente pianificata nella parte occidentale, fu scartata. La cavaliera era un muro di terra leggermente più alto del muro ad anello circostante. All'interno c'erano edifici riparati accanto alla caserma, un pozzo e una piccola cappella. C'era anche una casamatta sul fianco destro e diverse torrette per cannoni sul lato ovest accessibili tramite una rampa. Le elevate spese finanziarie per le nuove necessarie riparazioni alla fortezza e i nuovi sviluppi militari portarono a nuove considerazioni nella città di Erfurt, nel 1760, e si pensò a una smobilitazione. Tuttavia, l'elettore di Magonza e l'arcivescovo Johann Friedrich Karl von Ostein la respinsero a causa dell'incerta situazione politica dell'epoca.

### Sotto il dominio prussiano (1802-1945)
A seguito dell'accordo prussiano-francese del 1802, la Prussia ricevette un risarcimento dalla Francia per le aree perdute sulla riva sinistra del Reno, tra cui Eichsfeld ed Erfurt. Il 59º Reggimento prussiano di Wartensleben occupò quindi la città e il Cyriaksberg. Lì trovò la cittadella in pessime condizioni, ma i prussiani fecero poco per cambiarla negli anni seguenti. Furono costruiti soltanto caserme e piccole palizzate alle porte della fortezza dopo lo scoppio della guerra tra Francia e Prussia (1806). Dopo la battaglia di Jena e Auerstädt, la città di Erfurt capitolò il 15 ottobre 1806 con le sue due cittadelle di fronte alle truppe napoleoniche, che conquistarono Cyriaksburg. Durante i primi anni dell'occupazione, i francesi erano meno preoccupati di espandere la fortezza, quanto di depredare il luogo. Per avidità di denaro e noia, iniziarono a cercare un tesoro, del tempo del monastero di Ciriaco, tra le mura della cittadella di Cyriaksburg, che secondo un'antica leggenda, si diceva fosse murato lì. Quindi il 9 dicembre 1810 iniziò il parziale smantellamento delle mura orientali e successivamente di quelle sud. Tuttavia, come mostravano i documenti di costruzione, le sezioni di muro erano state costruite nel XVII secolo, e pertanto il presunto tesoro non poteva trovarsi lì. Quando la notizia giunse lentamente ai francesi, erano già stati fatti molti danni. Ma poiché non vi erano fondi sufficienti per la riparazione delle mura, venne demolita la piccola cappella del castello e le sue pietre e mattoni venduti. Solo dopo la negativa campagna russa del 1812 iniziarono di nuovo i lavori di riparazione della fortezza. Questi si concentrarono sull'espansione del glacis, sulle torri con copertura a prova di bomba e sulla costruzione di un percorso coperto con una trincea per la Cittadella di Petersberg. Quando il 6 aprile 1813 Napoleone Bonaparte visitò Cyriaksburg, non era molto soddisfatto del lavoro. Al suo comando, l'area di Dreienbrunnen fu liberata nell'estate del 1813 e allagata. La battaglia delle nazioni vicino a Lipsia (16-19 ottobre 1813) decretò la caduta delle truppe napoleoniche. Parti dell'esercito francese fuggirono nella città di Erfurt dopo lo scontro. L'esercito francese si sarebbe radunato qui e sarebbe stato istituito un primo centro di resistenza contro i nemici. Il Generalfeldmarschall Alexandre d'Alton fu l'ideatore di questo progetto. Nell'ottobre 1813 iniziò il blocco della città con la chiusura di tutti i cancelli e negozi. Dopo tre giorni, un corpo d'assedio di 34.900 uomini, composto da truppe prussiane, austriache e russe, aveva circondato Erfurt e installato quartieri e artiglieria nei villaggi circostanti. A novembre i prussiani lanciarono i loro primi attacchi contro la cittadella di Cyriaksburg, che il presidio napoleonico di 800 soldati fu inizialmente in grado di respingere, ma alla fine, il 6 gennaio, dovettero abbandonare la città e il 7 maggio 1814 anche la Cittadella di Cyriaksburg. Quando vi giunsero le truppe prussiane la fortezza era ancora in uno stato di abbandono. Ciò era particolarmente evidente dagli edifici fatiscenti e dalle mura in pessime condizioni. 

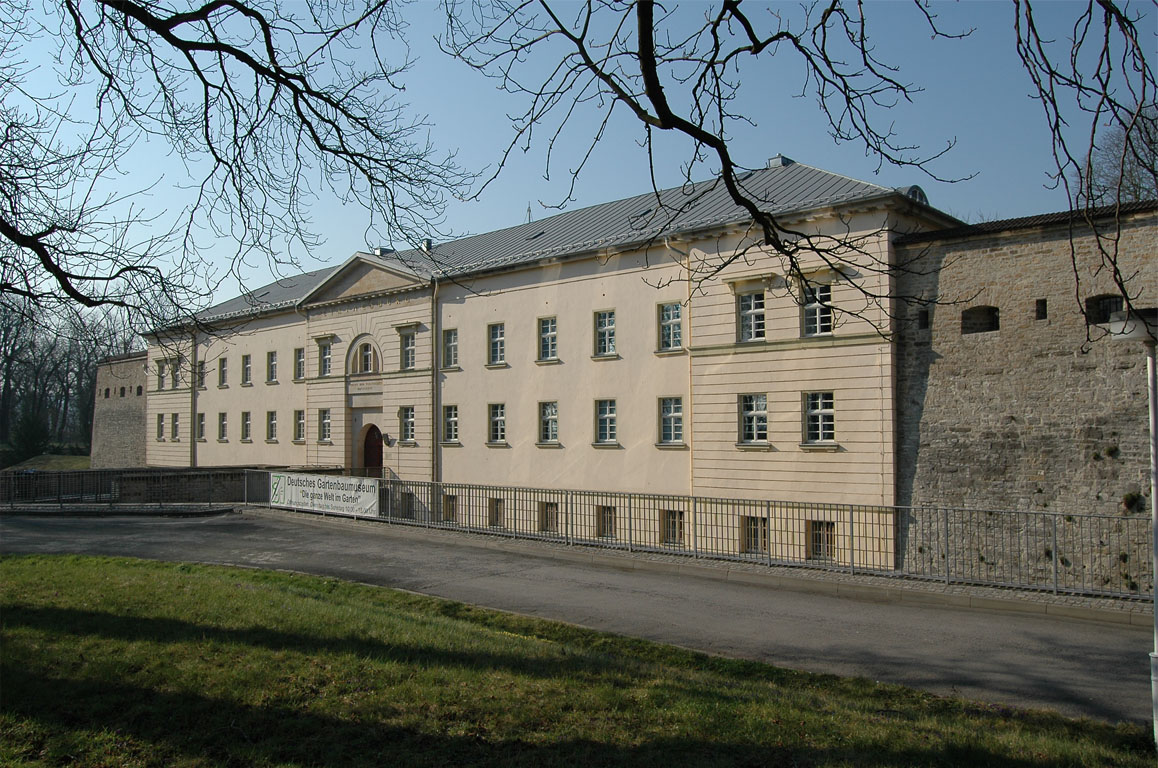
Caserma difensiva (costruita tra il 1825 e il 1826), oggi sede del Museo tedesco dell'orticoltura

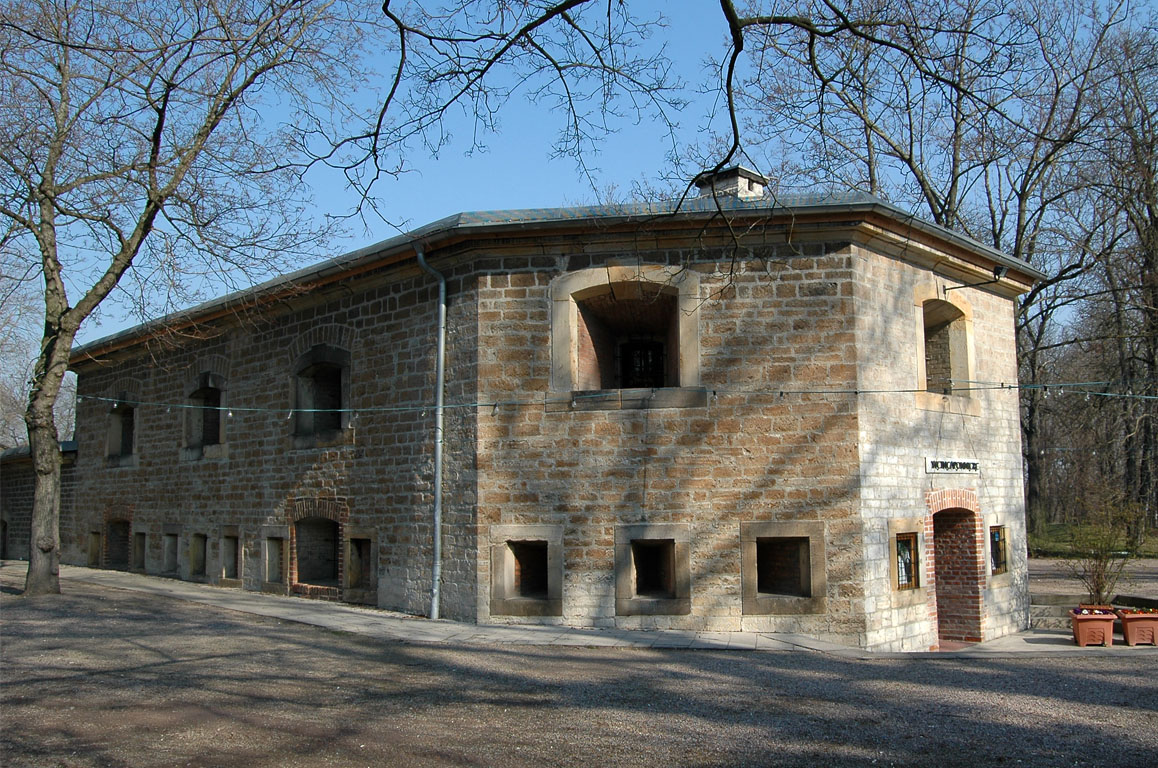
Seitenkaponniere I (costruito nel 1829), oggi ristorante

Dopo il Congresso di Vienna (1814-1815) l'Europa fu riorganizzata. Di conseguenza, il Regno di Prussia ottenne, tra gli altri, la Provincia di Sassonia e la città di Erfurt. La fortezza di Erfurt era ora una delle fortificazioni più meridionali della Prussia, pertanto avrebbe dovuto essere ampliata come una fortezza di prima classe, insieme alle due cittadelle di Petersberg e Cyriaksburg. Il tenente di ingegneria Johann Pientka fece rinforzare la cittadella di Cyriaksburg, tra il 1824 e il 1830, secondo il nuovo sistema prussiano. Il fossato fu prima approfondito, nel 1824, e gli edifici all'interno furono demoliti. Successivamente furono costruite le caserme difensive, tra il 1825 e il 1826, e nel 1827 le trincee e le torrette per i cannoni. I due piani superiori della caserma fungevano da alloggio per la guarnigione della fortezza e il seminterrato era adibito a cucina e magazzini. Il lato del cortile dell'edificio presentava numerose feritoie e il tetto era coperto da fitte travi e da uno strato di terra a prova di bomba per l'epoca. Nel 1827 fu costruita una torre rossa e le cime delle torri furono rimosse. Anche l'interno in legno venne rimosso e sostituito con mattoni. Tra il 1827 e il 1828 furono completate l'intera muraglia contro il fossato, le batterie angolari I e II e nel 1829 e i caponieri I e II. Come tutti i caponieri del complesso, avevano dei tambour (pareti laterali) con piccoli cancelli ai loro ingressi, il che significava che il fossato poteva essere diviso in diverse sezioni in caso di attacco. Nel 1829 fu sistemato il percorso lastricato, completati i caponieri della gola con i loro due ponti levatoi e fu murata una camera sotterranea a pozzo con volte a cupola. Con la correzione della cavaliera terrestre, nel 1830, vennero realizzate feritoie, una latrina e altre cavità. Inoltre, nel 1842, furono costruite una polveriera e la batteria sui bastioni sotto i caponieri laterali II. Ciò pose fine alle misure di ammodernamento della fortezza, che ebbe luogo fino all'introduzione dell'artiglieria negli anni '70. Dal 1848 ospitò il 31º Reggimento di fanteria e, tra il 1871 e il 1873, il 1º e 2º Reggimento dei fucilieri di Magdeburgo.

### Dalla fondazione dell'impero alla fine della seconda guerra mondiale (1871–1945)
Con la fondazione del Reich tedesco, nel 1871, Prussia, Baviera e Württemberg divennero alleati. Di conseguenza, numerose fortezze persero importanza, e furono successivamente abbandonate o addirittura demolite. Nel 1873, anche l'imperatore Guglielmo I diede l'ordine di smobilitare la cittadella di Cyriaksburg. Di conseguenza, vennero demoliti la cavaliera di terra, le intere mura dell'anello e i ponti levatoi. Inoltre, le trincee della fortezza furono riempite sul lato est. Dal 1885, una parte del Cyriaksberg fu trasformata in un giardino paesaggistico e romantico da un'associazione locale. Negli anni seguenti lo spazio per il presidio divenne sempre minore, tanto che nel 1893 fu costruita una caserma a nord del complesso e alla fine fu considerata anche una vendita della fortezza. Ma questo non accadde, e quindi la caserma continuò ad essere usata come alloggio per le truppe fino alla fine della prima guerra mondiale. Il 71º Reggimento di fanteria della Turingia lo utilizzò ancora. Alla fine, nel 1919, la città acquistò l'intero Cyriaksberg dalla Prussia per 200.000 marchi d'oro e lo riprogettò come un giardino urbano. Nel 1935, la torre sudoccidentale fu convertita in torre panoramica per i visitatori. Durante la seconda guerra mondiale, la Wehrmacht posizionò batterie antiaeree sulle torri e le volte della fortezza servirono da rifugio antiaereo per la popolazione di Erfurt.

### Utilizzo dopo la seconda guerra mondiale
Al tempo della DDR, l'area intorno alla Cittadella di Cyriaksburg era utilizzata come mostra orticola, ad esempio per l'evento Erfurt Blooms (1950) e l'esportazione di semi (1955). Poco dopo, il sito fu ampliato insieme al cortile della cittadella e trasformato in un parco culturale con un palcoscenico all'aperto nella ex cava e la torre nord-occidentale fu convertita in un Osservatorio astronomico. Tra il 1958 e il 1961 vi fu un'ulteriore espansione per la mostra permanente International Horticultural Exhibition dei paesi socialisti (IGA). Inoltre, nella caserma difensiva venne allestito un museo dell'orticoltura con una vasta biblioteca. Dopo l'autunno del 1989/90, venne fondato l'Egaparkal posto dell'IGA e nel 1995 iniziò il restauro, pezzo per pezzo, degli edifici della Cittadella di Cyriaksburg. Il Museo dell'orticoltura tedesco, di recente fondazione, è situato nella caserma difensiva dal maggio 2000 e presenta il mondo dell'orticoltura su 1500 m². Dopo la sua esposizione nel 1997, la torre meridionale fu trasformata in una torre panoramica con una struttura in acciaio. Inoltre, la fontana della fortezza, nella caserma difensiva, è stata resa accessibile ai visitatori. Oggi sono ancora conservati resti del fossato e del bastione e un pezzo di muro ricostruito della fortezza meridionale.